# Сарнув (Сохачевський повіт)
Сарнув (пол. Sarnów) — село в Польщі, у гміні Рибно Сохачевського повіту Мазовецького воєводства.
Населення — 171 особа (2011).
У 1975-1998 роках село належало до Скерневицького воєводства.

## Демографія
Демографічна структура станом на 31 березня 2011 року:
|          | Загалом | Допрацездатний вік | Працездатний вік | Постпрацездатний вік |
| -------- | ------- | ------------------ | ---------------- | -------------------- |
| Чоловіки | 91      | 29                 | 53               | 9                    |
| Жінки    | 80      | 16                 | 47               | 17                   |
| Разом    | 171     | 45                 | 100              | 26                   |